# نتاليا غودونكو
نتاليا أوليكساندريفنا غودونكو (بالأوكرانية: Наталія Олександрівна Годунко) هي لاعبة جمباز أوكرانية ولدت في يوم 5 ديسمبر 1984 في كييف، أبرز إنجازاتها هو فوزها بميداليتين ذهبيتين في بطولتي العالم للجمباز في 2001 و2002 وفازت بميداليتين فضيتين وميدالية برونزية.